# Mytologická škola

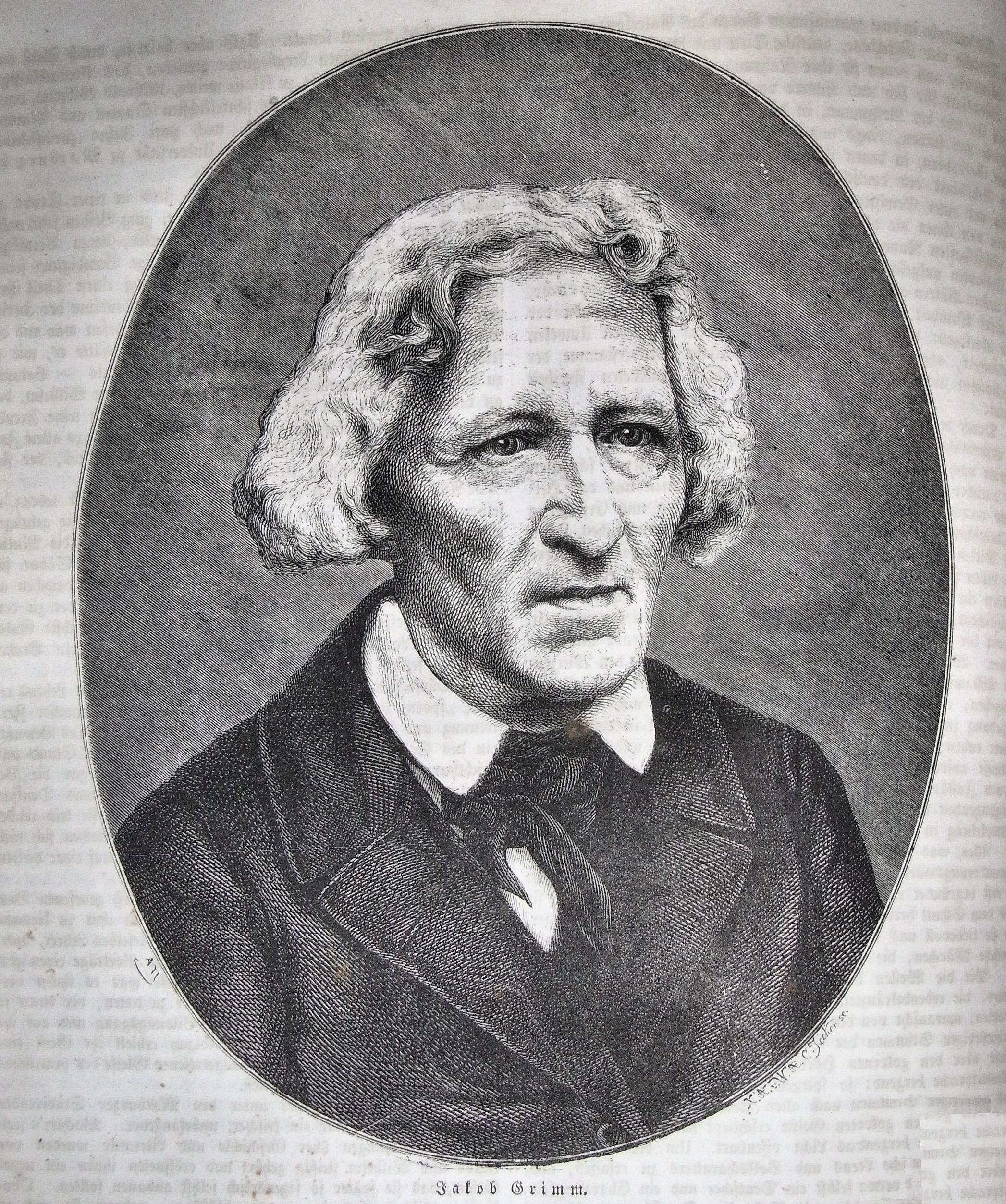
Jacob Grimm, zakladatel mytologické školy

Mytologická škola je směr ve folkloristice a literární vědě typický pro první polovinu 19. století, tedy období romantismu. Jeho základním předpokladem je, že folklórní žánry jako pohádka, pověst či epická píseň jsou neosobním a nevědomým produktem „duše národa“, a z těchto děl lze rekonstruovat předkřesťanskou mytologii. Přes označení škola se nejednalo o myšlenkově jednotný či spolupracující směr, naopak mezi zastánci mytologické školy docházelo často k rivalitě.
Filosofickým základem mytologické školy byla estetika Friedricha Schellinga a bratrů Friedricha a Augusta Schlegela, která chápala mytologii jako přírodní náboženství a jediný pramen veškerého umění. Jejich myšlenka, že národní umění lze obrodit skrze obrácení k mýtům, byla přijata heidelberskými romantiky Achimem von Arnim, Clemensem Bertamo a Josephem von Görres. Definitivně se mytologická škola zformovala s dílem Jacoba Grimma Deutsche Mythologie z roku 1835.
V rámci této školy hrála významnou roli komparace a snaha o nalezení původní podoby mýtů. Její zástupci se tak stali zakladateli srovnávací mytologie, kromě toho se také zapojili do bádání v etymologii. Jako prvotní impuls zpravidla chápali nebeská tělesa či meteorologické jevy, což vedlo ke vzniku mnoha soupeřících teorií, například podle Maxe Müllera bylo prvotním impulsem Slunce, podle Adalberta Kuhna bouře. Další teorie, zvaná démologická nebo naturalistická, chápala jako zdroj mýtů uctívání přírodních duchů a démonů a byla zastávána například Wilhelmem Mannhardtem a Wilhelmem Schwartzem.

## Představitelé
Mezi její další představitele patřil ve Spojeném království George Cox, v Itálii Angelo de Gubernatis, ve Francii Michel Bréal a ve Švýcarsku Adolphe Pictet.
V české mytologické vědě patřil k představitelům mytologické školy především Karel Jaromír Erben věnující se tomuto tématu od 40. do 60. let 19. století, Pavel Josef Šafařík, Ignác Jan Hanuš a Václav Krolmus. V Rusku byli významnými proponenty především Alexandr Afanasjev, Fedor Ivanovič Buslajev a Orest Miller, vliv mytologické školy lze nalézt i v raných pracích Alexandra Nikolajeviče Pypina a Alexandra Nikolajeviče Veselovského.

## Kritika a úpadek
Mytologická škola považovala za nejvýznamnější rys indoevropských náboženství prominentní pozici mýtu. Naopak v náboženstvích „túránských“ a semitských, především v judaismu, badatelé shledávali slabou pozici mýtu či ho považovali za zcela chybějící. Tomu u mnohých z nich následovalo výrazně pozitivní hodnocení obliby mýtů u Indoevropanů, která měla odrážet jejich poetickou, svobodomyslnou a objektivní povahu. Mytologická škola tak dala vzniknout „árijskému romantismu“, kteří si vysoce cenili „árijského“ oproti „semitskému“, ačkoliv se tak dosud nedělo na základě biologické koncepce rasy. K badatelům, kteří prosazovali tuto dichotomii, patřil například Christian Lassen nebo Ernest Renan. Na jejich závěry reagoval například židovský orientalista Ignác Goldziher, který odmítl tezi, že Židé nemají mytologii a identifikoval v Tanachu řadu solárních hrdinů.
Obecně však v letech 1870 až 1920 docházelo k celkovému odmítnutí paradigmatu mytologické školy, především v souvislosti s nastupujícím evolucionismem a pozitivismem. K významným kritikům patřil především antropolog Andrew Lang, mytologickou perspektivu ve prospěch evolucionismu a animismu opustil také Wilhelm Mannhardt. Sociolog Émile Durkheim zase namísto mýtu určil roli ústředního prvku náboženství rituálu. Opuštění tezí mytologické školy vedlo také k proměně obrazů Indoevropanů. Těm už nebyla přisuzována vyspělá, racionální a svobodymilovná kultura, ale naopak náboženství obsahující prvky, jako je magie nebo animismus, dosud spojované pouze s „primitivními“ národy. Namísto starověkých Indů se archetypální indoevropskou kulturou stali barbarští Germáni doby římské.
Podle etnografa Jiřího Horáka mytologická škola nepřihlížela k faktu, že folklór zaznamenaný v 19. století byl z velké části ovlivněn různými cizími vlivy, především křesťanstvím a literární tradicí. Na druhou stranu hrála velký význam v rozvoji mytologických studií, a díky ní počal zájem o jiné než klasické mýty, například o keltské, germánské, slovanské, íránské a indické. Její zastánci také shromáždili velké množství folklórního materiálu, položili řadu teoretických otázek a základ pro srovnávací studium mytologie, folklóru a literatury.